# Goran Cvijanović
Goran Cvijanović (ur. 9 września 1986 w Šempeterze pri Gorici) – słoweński piłkarz grający w latach 2005–2021 na pozycji ofensywnego pomocnika lub skrzydłowego. Były zawodnik Korony Kielce i Arki Gdynia, pięciokrotny mistrz Słowenii, dwukrotny zdobywca Pucharu Słowenii, czterokrotny reprezentant kraju.

## Kariera klubowa
Wychowanek klubu ND Gorica. W sezonie 2005/2006, w którym rozegrał dwa mecze, zdobył z nim mistrzostwo Słowenii. W następnych czterech sezonach regularnie występował w słoweńskiej ekstraklasie. Sezon 2009/2010 zakończył z dorobkiem 35 meczów i 11 goli na koncie. W latach 2010–2014 był zawodnikiem NK Maribor, z którym wywalczył cztery mistrzostwa Słowenii oraz zdobył dwa puchary kraju i dwa superpuchary. W barwach Mariboru rozegrał w słoweńskiej ekstraklasie 130 meczów, w których zdobył 31 bramek. W sezonie 2012/2013, w którym strzelił 12 goli w 32 spotkaniach, został wybrany do najlepszej jedenastki ligi. Z Mariborem występował ponadto w Lidze Europy – w sezonach 2011/2012, 2012/2013 i 2013/2014 rozegrał w jej fazach grupowej i pucharowej 19 meczów.
W sezonie 2014/2015 był zawodnikiem HNK Rijeka, w barwach którego rozegrał w chorwackiej ekstraklasie 15 meczów i zdobył jednego gola. Ponadto wystąpił w sześciu meczach fazy grupowej Ligi Europy. Sezon 2015/2016 rozpoczął w ND Gorica, a zakończył w kuwejckim Al-Arabi Kuwejt (13 spotkań i trzy bramki). W sezonie 2016/2017 występował w NK Celje, rozgrywając w słoweńskiej ekstraklasie 23 mecze i zdobywając jednego gola w rozegranym 9 kwietnia 2017 spotkaniu z Olimpiją Lublana (1:1).
Pod koniec lipca 2017 przeszedł na zasadzie wolnego transferu do Korony Kielce, z którą podpisał roczny kontrakt z możliwością przedłużenia o kolejny sezon. W Ekstraklasie zadebiutował 31 lipca 2017 w wygranym meczu z Cracovią (4:2), w którym w 70. minucie zmienił Nabila Aankoura. Pierwszą bramkę w najwyższej polskiej klasie rozgrywkowej strzelił 23 września 2017 w spotkaniu z Wisłą Kraków (2:1). Drugiego gola strzelił 20 października 2017 w zremisowanym meczu z Górnikiem Zabrze (3:3), po którym został wybrany do najlepszej jedenastki 13. kolejki Ekstraklasy. Kolejne dwie bramki, w tym jedną z rzutu karnego, zdobył 3 listopada 2017 w wygranym spotkaniu ze Śląskiem Wrocław (3:0), po którym trafił do najlepszej jedenastki 15. kolejki Ekstraklasy. W rundzie wiosennej strzelił pięć goli w meczach z Sandecją Nowy Sącz (3:3), Lechem Poznań (1:0), Górnikiem Zabrze (2:2), Lechią Gdańsk (1:0) i Legią Warszawa (1:3). Sezon 2017/2018 zakończył z 29 występami i dziewięcioma bramkami w Ekstraklasie na koncie. Ponadto wystąpił w sześciu meczach Pucharu Polski.
W lipcu 2018 został zawodnikiem Arki Gdynia, z którą podpisał dwuletni kontrakt. Zadebiutował w niej 14 lipca 2018 w wygranym meczu o Superpuchar Polski z Legią Warszawa (3:2).
5 sierpnia 2020 został zawodnikiem ND Gorica. W lipcu 2021 roku zakończył piłkarską karierę.

## Kariera reprezentacyjna
W 2001 rozegrał 13 meczów w reprezentacji Słowenii U-15. W 2006 wystąpił w jednym spotkaniu kadry do lat 20. W latach 2007–2008 rozegrał siedem meczów w reprezentacji U-21, w tym cztery w ramach kwalifikacji do młodzieżowych mistrzostw Europy w Szwecji (2009). W reprezentacji Słowenii seniorów zadebiutował 12 października 2012 w spotkaniu eliminacyjnym do mistrzostw świata w Brazylii z Cyprem (2:1). W listopadzie 2012 zagrał w meczu z Macedonią (2:3), a w lutym 2013 wystąpił w spotkaniu z Bośnią i Hercegowiną (0:3). Po raz ostatni w barwach narodowych zagrał 18 listopada 2014 w meczu z Kolumbią (0:1).

## Statystyki
| Sezon         | Klub            | Kraj      | Rozgrywki      | Mecze | Bramki |
| ------------- | --------------- | --------- | -------------- | ----- | ------ |
| 2005/2006     | ND Gorica       | Słowenia  | 1. SNL         | 2     | 0      |
| 2006/2007     | ND Gorica       | Słowenia  | 1. SNL         | 18    | 3      |
| 2007/2008     | ND Gorica       | Słowenia  | 1. SNL         | 24    | 1      |
| 2008/2009     | ND Gorica       | Słowenia  | 1. SNL         | 23    | 0      |
| 2009/2010     | ND Gorica       | Słowenia  | 1. SNL         | 35    | 11     |
| 2010/2011     | NK Maribor      | Słowenia  | 1. SNL         | 34    | 5      |
| 2011/2012     | NK Maribor      | Słowenia  | 1. SNL         | 33    | 8      |
| 2012/2013     | NK Maribor      | Słowenia  | 1. SNL         | 32    | 12     |
| 2013/2014     | NK Maribor      | Słowenia  | 1. SNL         | 31    | 6      |
| 2014/2015     | HNK Rijeka      | Chorwacja | Prva HNL       | 15    | 1      |
| 2015/2016 (j) | ND Gorica       | Słowenia  | 1. SNL         | 9     | 1      |
| 2015/2016 (w) | Al-Arabi Kuwejt | Kuwejt    | Premier League | 13    | 3      |
| 2016/2017     | NK Celje        | Słowenia  | 1. SNL         | 23    | 1      |
| 2017/2018     | Korona Kielce   | Polska    | Ekstraklasa    | 29    | 9      |
| 2018/2019     | Arka Gdynia     | Polska    | Ekstraklasa    | 16    | 0      |
| 2020/2021     | NK Maribor      | Słowenia  | 1. SNL         | 31    | 1      |

## Sukcesy
ND Gorica
- Mistrzostwo Słowenii: 2005/2006

NK Maribor
- Mistrzostwo Słowenii: 2010/2011, 2011/2012, 2012/2013, 2013/2014
- Puchar Słowenii: 2011/2012, 2012/2013
- Superpuchar Słowenii: 2012, 2013

Arka Gdynia
- Superpuchar Polski: 2018

Indywidualne
- Wybrany do najlepszej jedenastki słoweńskiej ekstraklasy w sezonie 2012/2013 (NK Maribor)[2]